# German Open Hamburg
German Open Hamburg (tidigare Hamburg Masters och Hamburg Open), som startade 1892, är en årlig anordnad tennisturnering för herrar som spelas i Hamburg, Tyskland. För närvarande spelas turneringen varje år i maj och var mellan 2000 och 2008 en del av kategorin Masters Series. Emellertid degraderades turneringen från och med 2009 års upplaga till 500 Series. Det kommer därför att bli problem att locka topprankade spelare, som troligen i större utsträckning kommer delta i turneringar som erbjuder fler poäng och högre prestige. Tävlingsledningen kämpar mot degraderingen.

## Resultat

### Singel
| År      | Mästare              | Finalist               | Resultat                 |
| ------- | -------------------- | ---------------------- | ------------------------ |
| 2020    | Andrej Rubljov       | Stefanos Tsitsipas     | 6–4, 3–6, 7–5            |
| 2019    | Nikoloz Basilashvili | Andrej Rubljov         | 7–5, 4–6, 6–3            |
| 2018    | Nikoloz Basilashvili | Leonardo Mayer         | 6–4, 0–6, 7–5            |
| 2017    | Leonardo Mayer (2)   | Florian Mayer          | 6–4, 4–6, 6–3            |
| 2016    | Martin Kližan        | Pablo Cuevas           | 6–1, 6–4                 |
| 2015    | Rafael Nadal (2)     | Fabio Fognini          | 7–5, 7–5                 |
| 2014    | Leonardo Mayer       | David Ferrer           | 6–7(3–7), 6–1, 7–6(7–4)  |
| 2013    | Fabio Fognini        | Federico Delbonis      | 4–6, 7–6(10–8), 6–2      |
| 2012    | Juan Monaco          | Tommy Haas             | 7-5, 6-4                 |
| 2011    | Gilles Simon         | Nicolas Almagro        | 6-4, 4-6, 6-4            |
| 2010    | Andrej Golubev       | Jürgen Melzer          | 6-3, 7-5                 |
| 2009    | Nikolaj Davydenko    | Paul-Henri Mathieu     | 6-4, 6-2                 |
| 2008    | Rafael Nadal         | Roger Federer          | 7-5, 6-7, 6-3            |
| 2007    | Roger Federer        | Rafael Nadal           | 2-6, 6-2, 6-0            |
| 2006    | Tommy Robredo        | Radek Štěpánek         | 6-1, 6-3, 6-3            |
| 2005    | Roger Federer        | Richard Gasquet        | 6-3, 7-5, 7-6 (4)        |
| 2004    | Roger Federer        | Guillermo Coria        | 4-6, 6-4, 6-2, 6-3       |
| 2003    | Guillermo Coria      | Agustin Calleri        | 6-3, 6-4, 6-4            |
| 2002    | Roger Federer        | Marat Safin            | 6-1, 6-3, 6-4            |
| 2001    | Albert Portas        | Juan Carlos Ferrero    | 4-6, 6-2, 0-6, 7-6, 7-5  |
| 2000    | Gustavo Kuerten      | Marat Safin            | 6-4, 5-7, 6-4, 5-7, 7-6  |
| 1999    | Marcelo Ríos         | Mariano Zabaleta       | 6-7, 7-5, 5-7, 7-6, 6-2  |
| 1998    | Albert Costa         | Àlex Corretja          | 6-2, 6-0, 1-0 (uppgivet) |
| 1997    | Andrei Medvedev      | Félix Mantilla         | 6-0, 6-4, 6-2            |
| 1996    | Roberto Carretero    | Àlex Corretja          | 2-6, 6-4, 6-4, 6-4       |
| 1995    | Andrei Medvedev      | Goran Ivanišević       | 6-3, 6-2, 6-1            |
| 1994    | Andrei Medvedev      | Jevgenij Kafelnikov    | 6-4, 6-4, 3-6, 6-3       |
| 1993    | Michael Stich        | Andrej Tjesnokov       | 6-3, 6-7, 7-6, 6-4       |
| 1992    | Stefan Edberg        | Michael Stich          | 5-7, 6-4, 6-1            |
| 1991    | Karel Nováček        | Magnus Gustafsson      | 6-3, 6-3, 5-7, 0-6, 6-1  |
| 1990    | Juan Aguilera        | Boris Becker           | 6-1, 6-0, 7-6            |
| 1989    | Ivan Lendl           | Horst Skoff            | 6-4, 6-1, 6-3            |
| 1988    | Kent Carlsson        | Henri Leconte          | 6-2, 6-1, 6-4            |
| 1987    | Ivan Lendl           | Miloslav Mečíř         | 6-1, 6-3, 6-3            |
| 1986    | Henri Leconte        | Miloslav Mečíř         | 6-2, 5-7, 6-4, 6-2       |
| 1985    | Miloslav Mečíř       | Henrik Sundström       | 6-4, 6-1, 6-4            |
| 1984    | Juan Aguilera        | Henrik Sundström       | 6-4, 2-6, 2-6, 6-4, 6-4  |
| 1983    | Yannick Noah         | José Higueras          | 3-6, 7-5, 6-2, 6-0       |
| 1982    | José Higueras        | Peter McNamara         | 4-6, 6-7, 7-6, 6-3, 7-6  |
| 1981    | Peter McNamara       | Jimmy Connors          | 7-6, 6-1, 4-6, 6-4       |
| 1980    | Harold Solomon       | Guillermo Vilas        | 6-7, 6-2, 6-4, 2-6, 6-3  |
| 1979    | José Higueras        | Harold Solomon         | 3-6, 6-1, 6-4, 6-1       |
| 1978    | Guillermo Vilas      | Wojtek Fibak           | 6-2, 6-4, 6-2            |
| 1977    | Paolo Bertolucci     | Manuel Orantes         | 6-3, 4-6, 6-2, 6-3       |
| 1976    | Eddie Dibbs          | Manuel Orantes         | 6-4, 4-6, 6-1, 2-6, 6-1  |
| 1975    | Manuel Orantes       | Jan Kodeš              | 3-6, 6-2, 6-2, 4-6, 6-1  |
| 1974    | Eddie Dibbs          | Hans-Joachim Plötz     | 6-2, 6-2, 6-3            |
| 1973    | Eddie Dibbs          | Karl Meiler            | 6-1, 3-6, 7-6, 6-3       |
| 1972    | Manuel Orantes       | Adriano Panatta        | 6-3, 9-8, 6-0            |
| 1971    | Andres Gimeno        | Peter Szoke            | 6-3, 6-2, 6-2            |
| 1970    | Tom Okker            | Ilie Năstase           | 4-6, 6-3, 6-3, 6-4       |
| 1969    | Tony Roche           | Tom Okker              | 6-1, 5-7, 7-5, 8-6       |
| 1968    | John Newcombe        | Cliff Drysdale         | 6-3, 6-2, 6-4            |
| 1967    | Roy Emerson          | Manuel Santana         | 6-3, 6-3, 6-1            |
| 1966    | Fred Stolle          | Istvan Gulyas          | 2-6, 7-5, 6-1, 6-2       |
| 1965    | Cliff Drysdale       | Boro Jovanovic         | 6-2, 6-4, 3-6, 6-3       |
| 1964    | Wilhelm Bungert      | Christian Kuhnke       | 0-6, 6-4, 7-5, 6-2       |
| 1963    | Martin Mulligan      | Bob Hewitt             | 6-0, 0-6, 8-6, 6-2       |
| 1962    | Rod Laver            | Manuel Santana         | 8-6, 7-5, 6-4            |
| 1961    | Rod Laver            | Luis Ayala             | 6-2, 6-8, 5-7, 6-1, 6-2  |
| 1960    | Nicola Pietrangeli   | Jan-Erik Lundqvist     | 6-3, 2-6, 6-4, 6-2       |
| 1959    | William Knight       | Ian Vermaak            | 4-6, 6-4, 4-6, 6-3, 8-6  |
| 1958    | Sven Davidson        | Jacques Brichant       | 5-7, 6-4, 0-6, 9-7, 6-3  |
| 1957    | Mervyn Rose          | Pierre Darmon          | 6-3, 6-0, 6-1            |
| 1956    | Lew Hoad             | Orlando Sirola         | 6-2, 5-7, 6-4, 8-6       |
| 1955    | Arthur Larsen        | Władysław Skonecki     | 3-6, 6-3, 7-5, 6-8, 6-3  |
| 1954    | Budge Patty          | Sven Davidson          | 6-1, 6-1, 7-5            |
| 1953    | Budge Patty          | Fausto Gardini         | 6-3, 6-2, 6-3            |
| 1952    | Eric Sturgess        | Jaroslav Drobný        | 6-3, 6-2, 6-3            |
| 1951    | Lennart Bergelin     | Sven Davidson          | 4-6, 6-3, 4-6, 6-4, 7-5  |
| 1950    | Jaroslav Drobný      | Gottfried von Cramm    | 6-3, 6-4, 6-4            |
| 1949    | Gottfried von Cramm  | Ernst Buchholz         | 7-5, 6-1, 6-0            |
| 1948    | Gottfried von Cramm  | Helmut Gulcz           | 6-4, 6-1, 4-6, 6-3       |
| 1940-47 | spelades inte        | spelades inte          | spelades inte            |
| 1939    | Henner Henkel        | Roderich Menzel        | 4-6, 6-4, 6-0, 6-1       |
| 1938    | Otto Szigeti         | Bernard Destremau      | 8-6, 6-8, 6-3, 6-3       |
| 1937    | Henner Henkel        | Vivian McGrath         | 1-6, 6-3, 8-6, 3-6, 6-1  |
| 1936    | spelades inte        | spelades inte          | spelades inte            |
| 1935    | Gottfried von Cramm  | Otto Szigeti           | 6-3, 6-3, 6-3            |
| 1934    | Gottfried von Cramm  | Clayton Lee Burwell    | 6-2, 6-1, 6-4            |
| 1933    | Gottfried von Cramm  | Roderich Menzel        | 7-5, 2-6, 4-6, 6-3, 6-4  |
| 1932    | Gottfried von Cramm  | Roderich Menzel        | 3-6, 6-2, 6-2, 6-3       |
| 1931    | Roderich Menzel      | Gustav Jaenecke        | 6-2, 6-2, 6-1            |
| 1930    | Christian Boussus    | Yoshiro Ohta           | 1-6, 8-6, 2-6, 6-4, 6-4  |
| 1929    | Christian Boussus    | Otto Froitzheim        | 6-1, 4-6, 6-1, 6-8, 6-1  |
| 1928    | Daniel Prenn         | Hans Moldenhauer       | 6-1, 6-4, 6-3            |
| 1927    | Hans Moldenhauer     | W. Hannemann           | 6-2, 4-6, 6-4, 6-4       |
| 1926    | Hans Moldenhauer     | Walter Dessart         | 6-2, 6-2, 6-1            |
| 1925    | Otto Froitzheim      | Béla von Kehrling      | 6-4, 6-1, 4-6, 6-1       |
| 1924    | Béla von Kehrling    | I.M. Heyden            | 8-6, 6-1, 9-7            |
| 1923    | Heinz Landmann       | I.M. Heyden            | 6-2, 6-3, 7-5            |
| 1922    | Otto Froitzheim      | Friedrich Wilhelm Rahe | 2-6, 6-0, 8-6, 6-1       |
| 1921    | Otto Froitzheim      | R. Kleinschroth        | 6-4, 8-6 (uppgivet)      |
| 1920    | Oscar Kreuzer        | I. M. Heyden           | 6-0, 6-0, 6-2            |
| 1914-19 | spelades inte        | spelades inte          | spelades inte            |
| 1913    | Heinrich Schomburgk  | Otto von Müller        | 6-2, 6-4, 7-5            |
| 1912    | Otto von Müller      | Heinrich Schomburgk    | 2-6, 6-1, 6-4, 6-2       |
| 1911    | Otto Froitzheim      | F. Pipes               | 6-3, 6-2, 6-1            |
| 1910    | Otto Froitzheim      | C. Bergmann            | ingen match              |
| 1909    | Otto Froitzheim      | Friedrich Wilhelm Rahe | 6-0, 6-2, 6-3            |
| 1908    | Josiah Ritchie       | G.K. Logie             | 6-1, 6-1, 6-3            |
| 1907    | Otto Froitzheim      | Josiah Ritchie         | 7-5, 6-3, 6-4            |
| 1906    | Josiah Ritchie       | Friedrich Wilhelm Rahe | 6-2, 6-2, 6-0            |
| 1905    | Josiah Ritchie       | Anthony Wilding        | 8-6, 7-5, 8-6            |
| 1904    | Josiah Ritchie       | C. v. Wessely          | 6-4, 6-0, 10-8           |
| 1903    | Josiah Ritchie       | Max Decugis            | ingen match              |
| 1902    | Max Decugis          | J. Flavelle            | 4-6, 2-6, 7-5, 7-5, 6-0  |
| 1901    | Max Decugis          | F.W. Payn              | 6-4, 6-4, 4-6, 6-2       |
| 1900    | George Hillyard      | Hugh Doherty           | ingen match              |
| 1899    | Clarence Hobart      | Harold Mahony          | 8-6, 8-10, 6-0, 6-8, 8-6 |
| 1898    | Harold Mahony        | Joshua Pim             | 6-4, 6-3, 6-4            |
| 1897    | George Hillyard      | B. Green               | 6-1, 6-2, 6-3            |
| 1896    | Graf Victor Voß      | G. Wantzelius          | 6-1, 6-0, 6-1            |
| 1895    | Graf Victor Voß      | Christian Winzer       | 6-2, 6-1, 6-2            |
| 1894    | Graf Victor Voß      | Christian Winzer       | 6-1, 6-4, 11-9           |
| 1893    | Christian Winzer     | Walter Bonne           | 6-4, 6-0, 3-6, 6-3       |
| 1892    | Walter Bonne         | R.A. Leers             | 7-5, 6-3                 |

### Dubbel
Sedan 1968:
| År   | Mästare                                 | Finalister                                       | Resultat                |
| ---- | --------------------------------------- | ------------------------------------------------ | ----------------------- |
| 2020 | John Peers (3) / Michael Venus          | Ivan Dodig / Mate Pavić                          | 6–3, 6–4                |
| 2019 | Oliver Marach / Jürgen Melzer           | Robin Haase / Wesley Koolhof                     | 6–2, 7–6(7–3)           |
| 2018 | Julio Peralta / Horacio Zeballos        | Oliver Marach / Mate Pavić                       | 6–1, 4–6, [10–6]        |
| 2017 | Ivan Dodig / Mate Pavić                 | Pablo Cuevas / Marc López                        | 6–3, 6–4                |
| 2016 | Henri Kontinen / John Peers (2)         | Daniel Nestor / Aisam-ul-Haq Qureshi             | 7–5, 6–3                |
| 2015 | Jamie Murray / John Peers               | Juan Sebastián Cabal / Robert Farah              | 2–6, 6–3, [10–8]        |
| 2014 | Marin Draganja / Florin Mergea          | Alexander Peya / Bruno Soares                    | 6–4, 7–5                |
| 2013 | Mariusz Fyrstenberg / Marcin Matkowski  | Alexander Peya / Bruno Soares                    | 3–6, 6–1, [10–8]        |
| 2012 | David Marrero / Fernando Verdasco       | Rogerio Dutra da Silva / Daniel Munoz de la Nava | 6-4, 6-3                |
| 2011 | Oliver Marach / Alexander Peya          | Frantisek Cermak / Filip Polasek                 | 6-4, 6-1                |
| 2010 | Marc Lopez / David Marrero              | Jeremy Chardy Paul-Henri Mathieu                 | 6-3, 2-6, [10-8]        |
| 2009 | Simon Aspelin / Paul Hanley             | Marcelo Melo / Filip Polasek                     | 6-3, 6-3                |
| 2008 | Daniel Nestor / Nenad Zimonjic          | Bob Bryan / Mike Bryan                           | 6-4, 5-7, [10-8]        |
| 2007 | Bob Bryan / Mike Bryan                  | Paul Hanley / Kevin Ullyett                      | 6-3, 3-6, [10-7]        |
| 2006 | Paul Hanley / Kevin Ullyett             | Mark Knowles / Daniel Nestor                     | 4-6, 7-6, [10-4]        |
| 2005 | Jonas Björkman / Max Mirnyi             | Michaël Llodra / Fabrice Santoro                 | 6-2, 6-3                |
| 2004 | Wayne Black / Kevin Ullyett             | Bob Bryan / Mike Bryan                           | 6-1, 6-2                |
| 2003 | Mark Knowles / Daniel Nestor            | Mahesh Bhupathi / Max Mirnyi                     | 6-4, 6-4                |
| 2002 | Mahesh Bhupathi / Jan-Michael Gambill   | Jonas Björkman / Todd Woodbridge                 | 6-2, 6-4                |
| 2001 | Jonas Björkman / Todd Woodbridge        | Daniel Nestor / Sandon Stolle                    | 7-6, 3-6, 6-3           |
| 2000 | Todd Woodbridge / Mark Woodforde        | Wayne Arthurs / Sandon Stolle                    | 6-7, 6-4, 6-3           |
| 1999 | Wayne Arthurs / Andrew Kratzmann        | Paul Haarhuis / Jared Palmer                     | 4-6, 7-6, 6-4           |
| 1998 | Donald Johnson / Francisco Montana      | David Adams / Brett Steven                       | 6-4, 6-4                |
| 1997 | Luis Lobo / Javier Sánchez              | Neil Broad / Piet Norval                         | 6-2, 3-6, 6-4           |
| 1996 | Mark Knowles / Daniel Nestor            | Guy Forget / Jakob Hlasek                        | 6-4, 7-6                |
| 1995 | Wayne Ferreira / Jevgenij Kafelnikov    | Byron Black / Andrej Olhovskij                   | 7-6, 6-0                |
| 1994 | Scott Melville / Piet Norval            | Henrik Holm / Anders Järryd                      | 7-6, 6-3                |
| 1993 | Paul Haarhuis / Mark Koevermans         | Grant Connell / Patrick Galbraith                | 7-6, 6-4                |
| 1992 | Sergio Casal / Emilio Sánchez           | Carl-Uwe Steeb / Michael Stich                   | 6-3, 3-6, 6-4           |
| 1991 | Sergio Casal / Emilio Sánchez           | Cassio Motta / Danie Visser                      | 7-6, 7-6                |
| 1990 | Sergi Bruguera / Jim Courier            | Udo Riglewski / Michael Stich                    | 4-6, 6-1, 7-6           |
| 1989 | Emilio Sánchez / Javier Sánchez         | Boris Becker / Eric Jelen                        | 6-4, 6-7, 7-6           |
| 1988 | Darren Cahill / Laurie Warder           | Rick Leach / Jim Pugh                            | 6-0, 5-7, 6-4           |
| 1987 | Miloslav Mečíř / Tomáš Šmíd             | Claudio Mezzadri / Jim Pugh                      | 6-1, 6-2                |
| 1986 | Sergio Casal / Emilio Sánchez           | Boris Becker / Eric Jelen                        | 6-1, 7-5                |
| 1985 | Hans Gildemeister / Andrés Gómez        | Heinz Günthardt / Balázs Taróczy                 | 6-4, 6-3                |
| 1984 | Stefan Edberg / Anders Järryd           | Heinz Günthardt / Balázs Taróczy                 | 6-4, 6-3                |
| 1983 | Heinz Günthardt / Balázs Taróczy        | Mark Edmondson / Brian Gottfried                 | 6-1, 6-0                |
| 1982 | Pavel Slozil / Tomáš Šmíd               | Anders Järryd / Hans Simonsson                   | 6-4, 6-3                |
| 1981 | Hans Gildemeister / Andrés Gómez        | Peter McNamara / Paul McNamee                    | 6-4, 3-6, 6-4           |
| 1980 | Hans Gildemeister / Andrés Gómez        | Reinhart Probst / Max Wunschig                   | 6-3, 6-4                |
| 1979 | Jan Kodeš / Tomáš Šmíd                  | Mark Edmondson / John Marks                      | 6-3, 6-1, 7-6           |
| 1978 | Wojtek Fibak / Tom Okker                | Antonio Muñoz / Victor Pecci                     | 6-2, 6-4                |
| 1977 | Bob Hewitt / Karl Meiler                | Phil Dent / Kim Warwick                          | 3-6, 6-3, 6-4, 6-4      |
| 1976 | Fred McNair / Sherwood Stewart          | Dick Crealy / Kim Warwick                        | 7-6, 7-6, 7-6           |
| 1975 | Juan Gisbert / Manuel Orantes           | Wojtek Fibak / Jan Kodeš                         | 6-3, 7-6                |
| 1974 | Jürgen Fassbender / Hans-Jürgen Pohmann | Brian Gottfried / Raúl Ramírez                   | 6-3, 6-4, 6-4           |
| 1973 | Jürgen Fassbender / Hans-Jürgen Pohmann | Manuel Orantes / Ion Ţiriac                      | 6-1, 6-3                |
| 1972 | Jan Kodeš / Ilie Năstase                | Bob Hewitt / Ion Ţiriac                          | 4-6, 6-0, 3-6, 6-2, 6-2 |
| 1971 | John Alexander / Andrés Gimeno          | Dick Crealy / Allan Stone                        | 6-4, 7-5, 7-9, 6-4      |
| 1970 | Bob Hewitt / Frew McMillan              | Tom Okker / Nikola Pilić                         | 6-3, 7-5, 6-2           |
| 1969 | Tom Okker / Marty Riessen               | Jean-Claude Barclay / Jürgen Fassbender          | 6-1, 6-2, 6-4           |
| 1968 | Milan Holecek / Jan Kodeš               | John Newcombe / Tony Roche                       | 6-4, 6-4, 7-5           |